# 热力学基本关系
热力学基本关系可將一熱平衡封閉系統中的內能無窮小變化，表示為以下熵及體積的無窮小變化：
{\displaystyle dU=TdS-PdV\,}
其中
U為內能
T為絕對溫度
S為熵
P為壓力
V為體積

## 由熱力學第一及第二定律的推導
熱力學第一定律可用下式來表示：
{\displaystyle dU=\delta Q+\delta W\,}
根據熱力學第二定律，可知下式在可逆過程中成立：
{\displaystyle dS=\delta Q/T\,}
因此：
{\displaystyle \delta Q=TdS\,}
用此式代入熱力學第一定律的表示式中，可得
{\displaystyle dU=TdS+\delta W\,}
將dW用壓力和體積來表示，可得
{\displaystyle dU=TdS-PdV\,}
以上均在可逆過程下進行推導，不過{\displaystyle U}、{\displaystyle S}及{\displaystyle V}均為熱力學狀態函數，和過程無關。因此上式在不可逆過程下也成立。
若系統不單是體積會改變，其中粒子的數量也可能改變，热力学基本关系可擴展為以下的形式：
{\displaystyle dU=TdS-\sum _{i}X_{i}dx_{i}+\sum _{j}\mu _{j}dN_{j}\,}
其中{\displaystyle X_{i}}是對應狀態參數{\displaystyle x_{i}}的廣義力，而{\displaystyle \mu _{j}}是對應第{\displaystyle j}種粒子的化學勢。